# Gora Bazar
Gora Bazar è una suddivisione dell'India, classificata come census town, di 7.714 abitanti, situata nel distretto di Murshidabad, nello stato federato del Bengala Occidentale. In base al numero di abitanti la città rientra nella classe V (da 5.000 a 9.999 persone).

## Geografia fisica
La città è situata a 24° 04' 06 N e 88° 15' 55 E.

## Società

### Evoluzione demografica
Al censimento del 2001 la popolazione di Gora Bazar assommava a 7.714 persone, delle quali 3.988 maschi e 3.726 femmine. I bambini di età inferiore o uguale ai sei anni assommavano a 592, dei quali 296 maschi e 296 femmine. Infine, coloro che erano in grado di saper almeno leggere e scrivere erano 6.773, dei quali 3.598 maschi e 3.175 femmine.